# Польша на «Евровидении»
Польша дебютировала на международном конкурсе песни «Евровидение» в 1994 году. Лучший результат в финале — дебют Эдиты Гурняк в 1994 году, на котором та заняла 2-е место. Худший результат показала Магдалена Туль в 2011 году — последнее место в первом полуфинале.
В 1994–1999, 2001, 2005, 2014–2015 и 2019 и 2021 и 2024 гг. представитель Польши выбирался внутренней комиссией Польского телевидения. В 2003—2004, 2006—2009, 2016—2018 и в 2022 и 2023 гг. проводились национальные отборы под названиями „Piosenka dla Europy” (рус. «Песня для Европы») ,„Krajowe Eliminacje” и „Tu Bije Serce Europy!”.
В разные годы страну представляли артисты американского (в 2008 и 2022 г.), российского (в 2005 и 2007 гг.), а также шведского происхождения (в 2018 г.).
Чаще всего участники от Польши исполняли на Евровидении одноязычные песни на польском (7 раз) или английском (10 раз) языке. Исключения: в 2003 году группа Ich Troje исполнила песню на трёх языках — на немецком, польском и английском; в 2005 году Ivan & Delfin исполнил куплет на русском языке; в 2006 году песня от Польши была исполнена на русском, английском, испанском, польском и немецком языках; в 2010, 2014 и 2019 гг. — двуязычные на польском и английском языках.
В 2000, 2002, а также в 2012—2013 гг. страна не принимала участие в конкурсе.
За 14 участий в финале Польша получила 809 баллов, в полуфинале — 851 балл.
Наибольшее количество баллов набрал Михал Шпак в 2016 году (229), побивший рекорд Эдиты Гурняк (166 баллов) и занявший третье место по результатам зрительского голосования, уступив только России и Украине. В общем зачёте артист занял восьмое место, что стало лучшим результатом Польши с 2003 года, когда Польша была 7-й.

## Участники
Победитель
     Второе место
     Третье место
     Четвертое место
     Пятое место
     Последнее место
     Автоматический проход в финал
     Не прошла в финал
     Не участвовала или была дисквалифицирована
     Несостоявшееся участие
| Год         | Место проведения   | Исполнитель          | Язык                                    | Песня                            | Перевод                         | Финал              | Финал              | Полуфинал               | Полуфинал               |
| Год         | Место проведения   | Исполнитель          | Язык                                    | Песня                            | Перевод                         | Место              | Баллы              | Место                   | Баллы                   |
| ----------- | ------------------ | -------------------- | --------------------------------------- | -------------------------------- | ------------------------------- | ------------------ | ------------------ | ----------------------- | ----------------------- |
| 1994        | Дублин             | Эдита Гурняк         | Польский                                | «To Nie Ja»                      | «Это не я»                      | 2                  | 166                | Полуфиналов не было     | Полуфиналов не было     |
| 1995        | Дублин             | Юстина Стечковска    | Польский                                | «Sama»                           | «Одинока»                       | 18                 | 15                 | Полуфиналов не было     | Полуфиналов не было     |
| 1996        | Осло               | Кася Ковальска       | Польский                                | «Chcę Znać Swój Grzech…»         | «Я хочу знать, в чём мой грех…» | 15                 | 31                 | 15                      | 42                      |
| 1997        | Дублин             | Анна Мария Йопек     | Польский                                | «Ale jestem»                     | «Но я существую»                | 11                 | 54                 | Полуфиналов не было     | Полуфиналов не было     |
| 1998        | Бирмингем          | Sixteen              | Польский                                | «To Takie Proste»                | «Это так просто»                | 17                 | 19                 | Полуфиналов не было     | Полуфиналов не было     |
| 1999        | Иерусалим          | Мечислав Щесняк      | Польский                                | «Przytul Mnie Mocno»             | «Держи меня крепче»             | 18                 | 17                 | Полуфиналов не было     | Полуфиналов не было     |
| 2000        | Дисквалифицирована | Дисквалифицирована   | Дисквалифицирована                      | Дисквалифицирована               | Дисквалифицирована              | Дисквалифицирована | Дисквалифицирована | Полуфиналов не было     | Полуфиналов не было     |
| 2001        | Копенгаген         | Анджей Пясечны       | Английский                              | «2 Long»                         | «Слишком долго»                 | 20                 | 11                 | Полуфиналов не было     | Полуфиналов не было     |
| 2002        | Дисквалифицирована | Дисквалифицирована   | Дисквалифицирована                      | Дисквалифицирована               | Дисквалифицирована              | Дисквалифицирована | Дисквалифицирована | Полуфиналов не было     | Полуфиналов не было     |
| 2003        | Рига               | Ich Troje            | Немецкий, польский, русский             | «Keine Grenzen — Żadnych granic» | «Без границ»                    | 7                  | 90                 | Полуфиналов не было     | Полуфиналов не было     |
| 2004        | Стамбул            | Blue Café            | Английский                              | «Love Song»                      | «Песня о любви»                 | 17                 | 27                 | Топ-11 предыдущего года | Топ-11 предыдущего года |
| 2005        | Киев               | Ivan & Delfin        | Польский, русский                       | «Czarna Dziewczyna»              | «Черноволосая девушка»          | Не прошли          | Не прошли          | 11                      | 81                      |
| 2006        | Афины              | Ich Troje            | Английский, польский, немецкий, русский | «Follow My Heart»                | «Следуй за моим сердцем»        | Не прошли          | Не прошли          | 11                      | 70                      |
| 2007        | Хельсинки          | The Jet Set          | Английский                              | «Time To Party»                  | «Время праздновать»             | Не прошли          | Не прошли          | 14                      | 75                      |
| 2008        | Белград            | Айсис Джи            | Английский                              | «For life»                       | «Всю жизнь»                     | 24                 | 14                 | 10                      | 42                      |
| 2009        | Москва             | Лидия Копания        | Английский                              | «I Don’t Wanna Leave»            | «Я не хочу уходить»             | Не прошла          | Не прошла          | 12                      | 43                      |
| 2010        | Осло               | Марцин Мрозиньский   | Польский, английский                    | «Legenda»                        | «Легенда»                       | Не прошёл          | Не прошёл          | 13                      | 44                      |
| 2011        | Дюссельдорф        | Магдалена Туль       | Польский                                | «Jestem»                         | «Я»                             | Не прошла          | Не прошла          | 19                      | 18                      |
| 2012 - 2013 | Не участвовала     | Не участвовала       | Не участвовала                          | Не участвовала                   | Не участвовала                  | Не участвовала     | Не участвовала     | Не участвовала          | Не участвовала          |
| 2014        | Копенгаген         | Донатан и Клео       | Польский, английский                    | «My Słowianie»                   | «Мы — славяне»                  | 14                 | 62                 | 8                       | 70                      |
| 2015        | Вена               | Моника Кушиньская    | Английский                              | «In the Name of Love»            | «Во имя любви»                  | 23                 | 10                 | 8                       | 57                      |
| 2016        | Стокгольм          | Михал Шпак           | Английский                              | «Color of Your Life»             | «Цвет вашей жизни»              | 8                  | 229                | 6                       | 151                     |
| 2017        | Киев               | Кася Мось            | Английский                              | «Flashlight»                     | «Вспышка»                       | 22                 | 64                 | 9                       | 119                     |
| 2018        | Лиссабон           | Gromee и Лукас Майер | Английский                              | «Light Me Up»                    | «Зажги меня»                    | Не прошли          | Не прошли          | 14                      | 81                      |
| 2019        | Тель-Авив          | Tulia                | Английский, польский                    | «Fire of Love (Pali się)»        | «Огонь любви»                   | Не прошли          | Не прошли          | 11                      | 120                     |
| 2020        | Роттердам          | Алиция Шемплинская   | Английский                              | «Empires»                        | «Империи»                       | Конкурс отменён    | Конкурс отменён    | Конкурс отменён         | Конкурс отменён         |
| 2021        | Роттердам          | Рафал Бжозовский     | Английский                              | «The Ride»                       | «Поездка»                       | Не прошёл          | Не прошёл          | 14                      | 35                      |
| 2022        | Турин              | Кристиан Oхман       | Английский                              | «River»                          | «Река»                          | 12                 | 151                | 6                       | 198                     |
| 2023        | Ливерпуль          | Бланка               | Английский                              | «Solo»                           | «Соло»                          | 19                 | 93                 | 3                       | 124                     |
| 2024        | Мальмё             | Luna                 | Английский                              | «The Tower»                      | «Башня»                         | Не прошла          | Не прошла          | 12                      | 35                      |
| 2025        | Базель             | Юстина Стечковска    | Польский, английский                    | «GAJA»                           | «Гая»                           | 14                 | 156                | 7                       | 85                      |

## История голосования 1994—2022 гг.
Страны, которым Польша отдала наибольшее количество баллов:
| № | Страна   | Баллы |
| - | -------- | ----- |
| 1 | Украина  | 144   |
| 2 | Швеция   | 119   |
| 3 | Норвегия | 79    |
| 4 | Бельгия  | 70    |
| 5 | Германия | 64    |

Страны, от которых Польша получила наибольшее количество баллов:
| № | Страна         | Баллы |
| - | -------------- | ----- |
| 1 | Германия       | 76    |
| 2 | Великобритания | 58    |
| 3 | Австрия        | 52    |
| 4 | Франция        | 51    |
| 5 | Ирландия       | 47    |

## Галерея

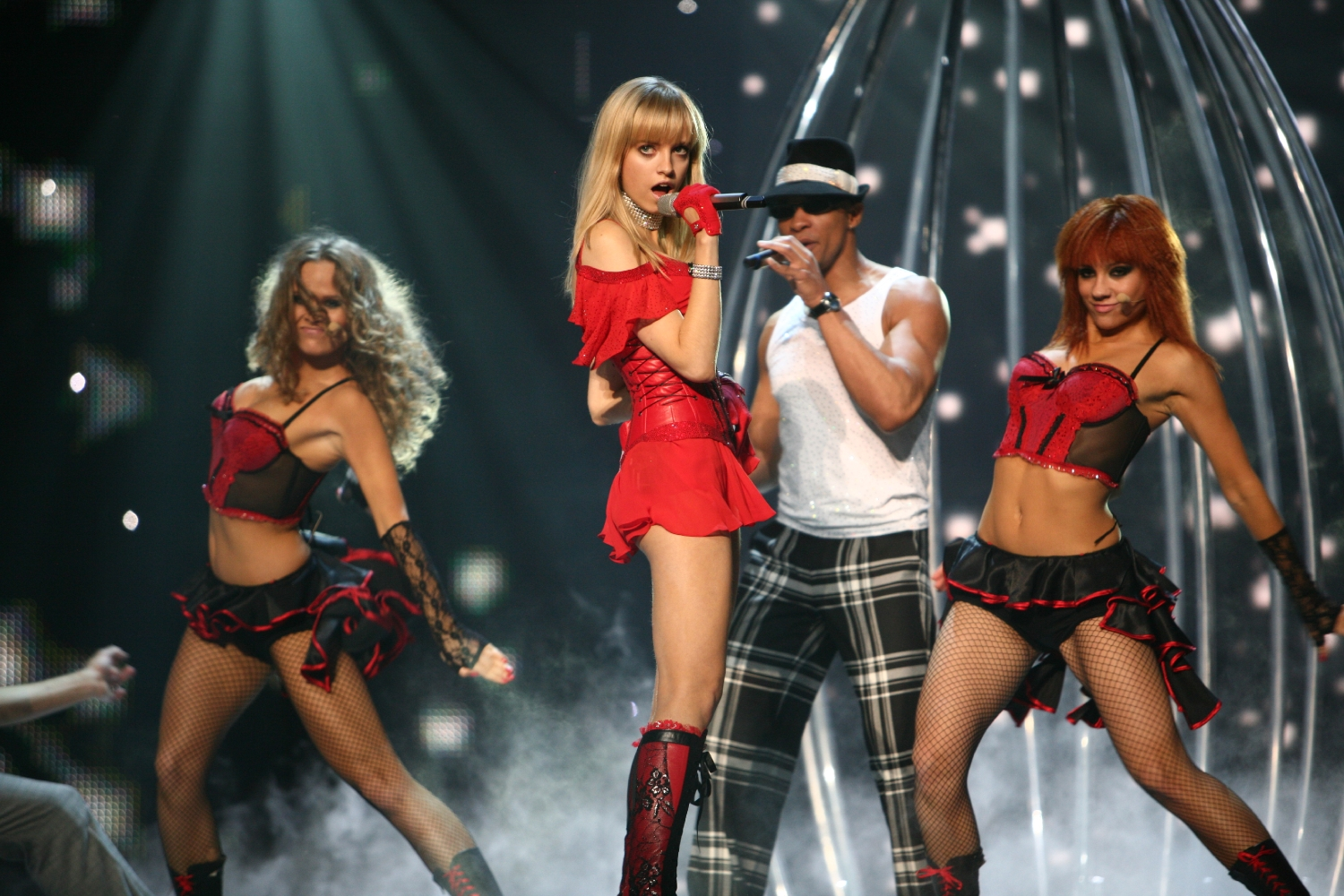
The Jet Set в 2007 году
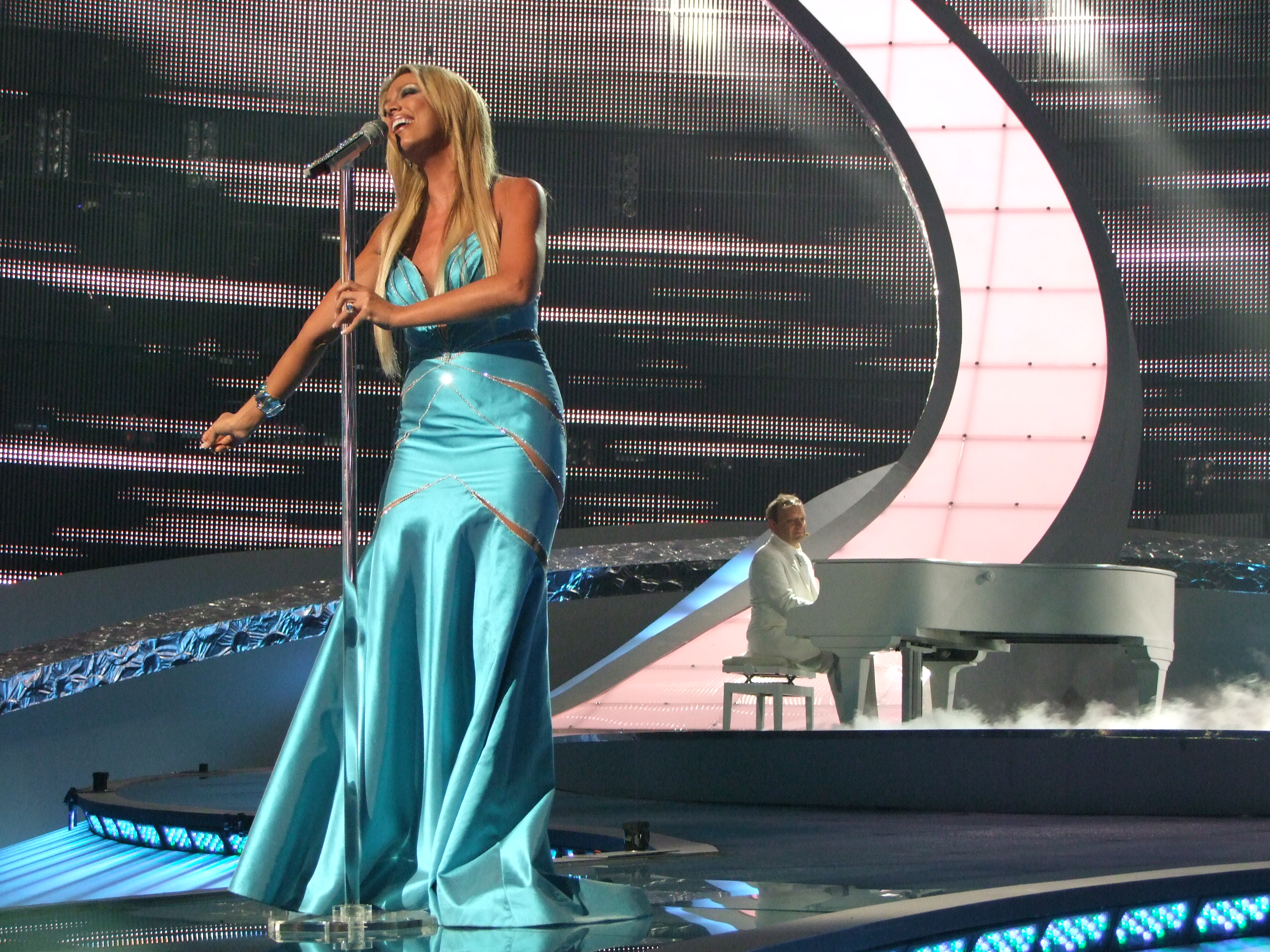
Айсис Джи в 2008 году
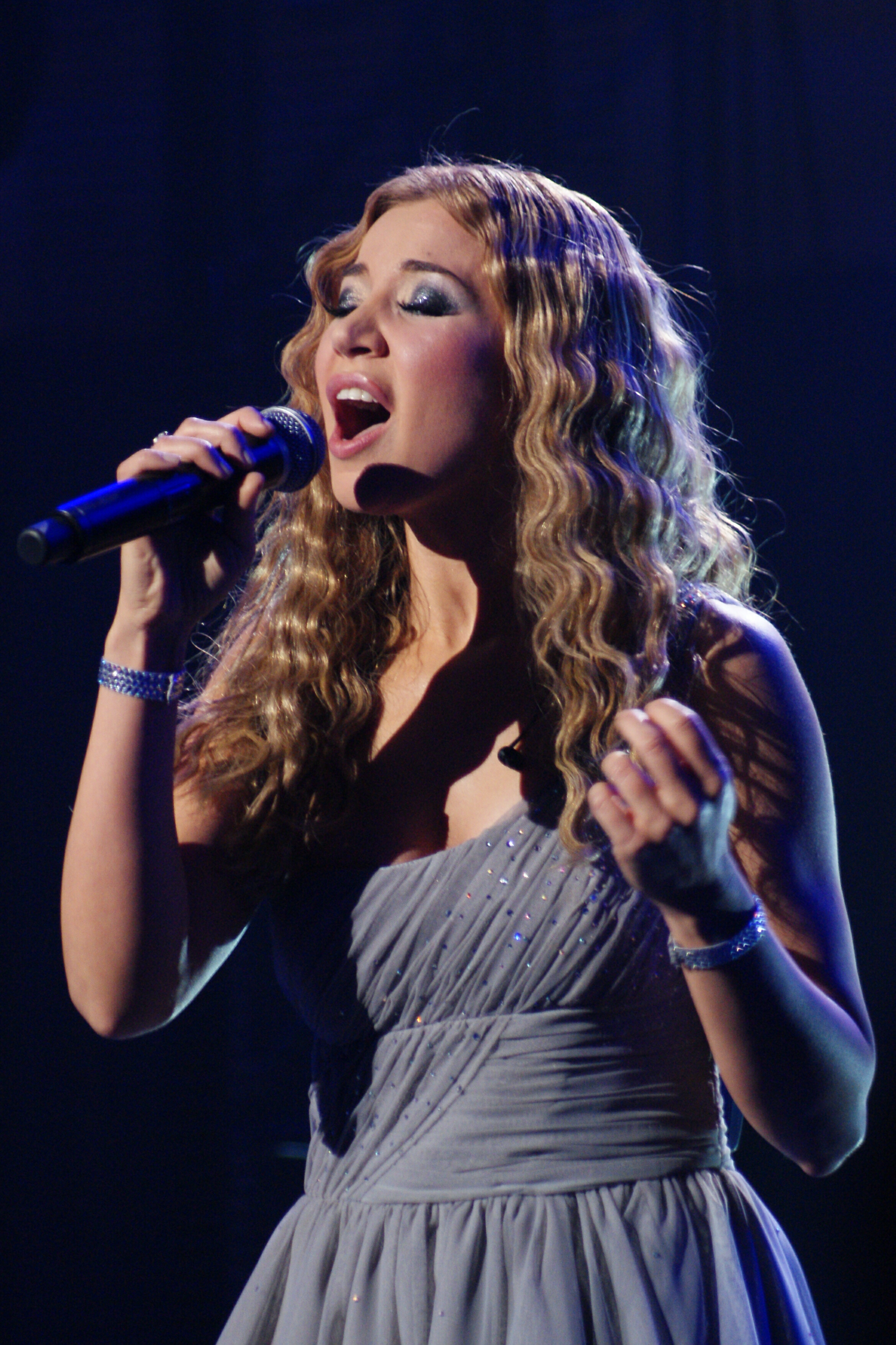
Лидия Копания в 2009 году
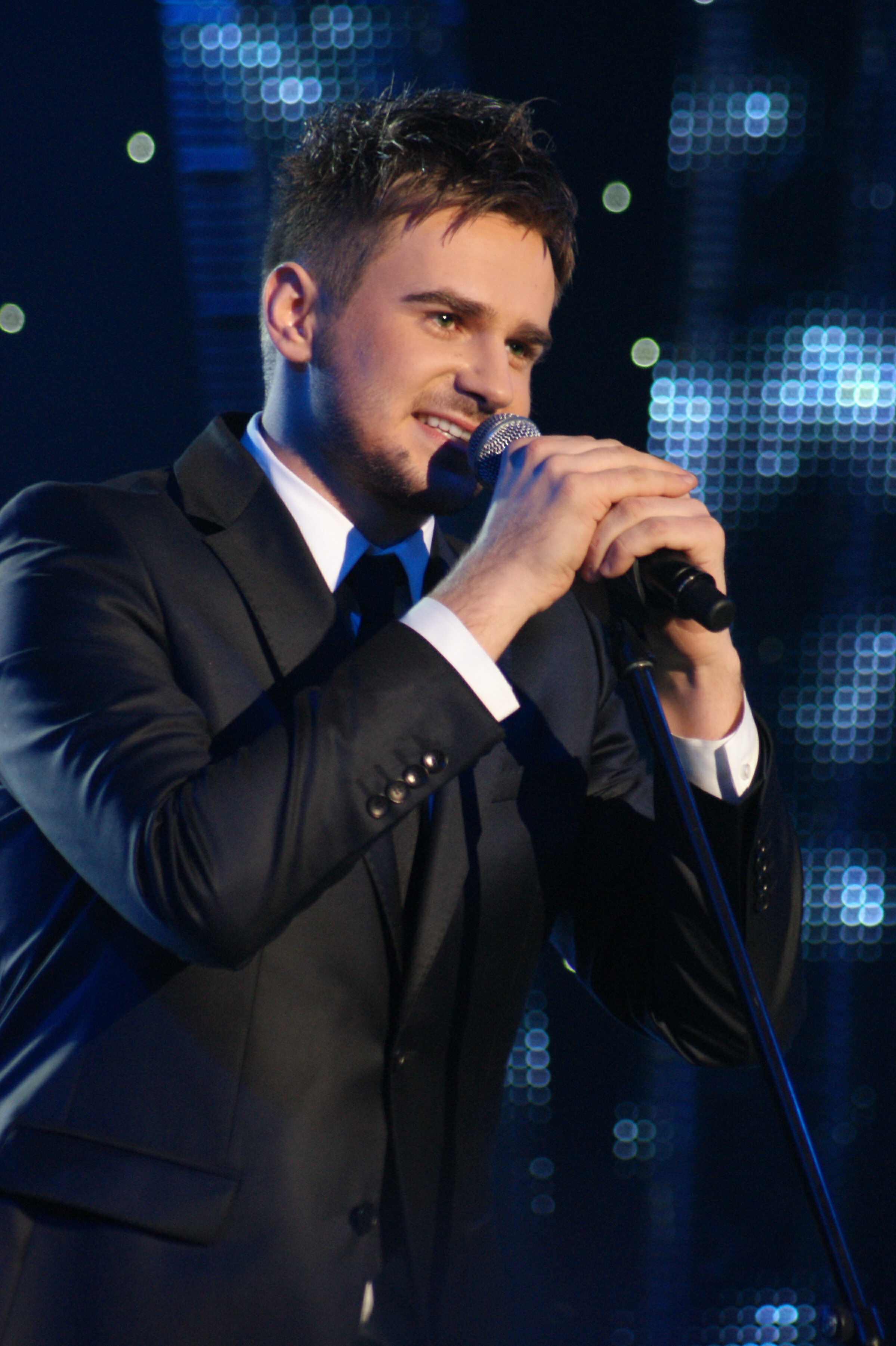
Марцин Мрозиньски в 2010 году
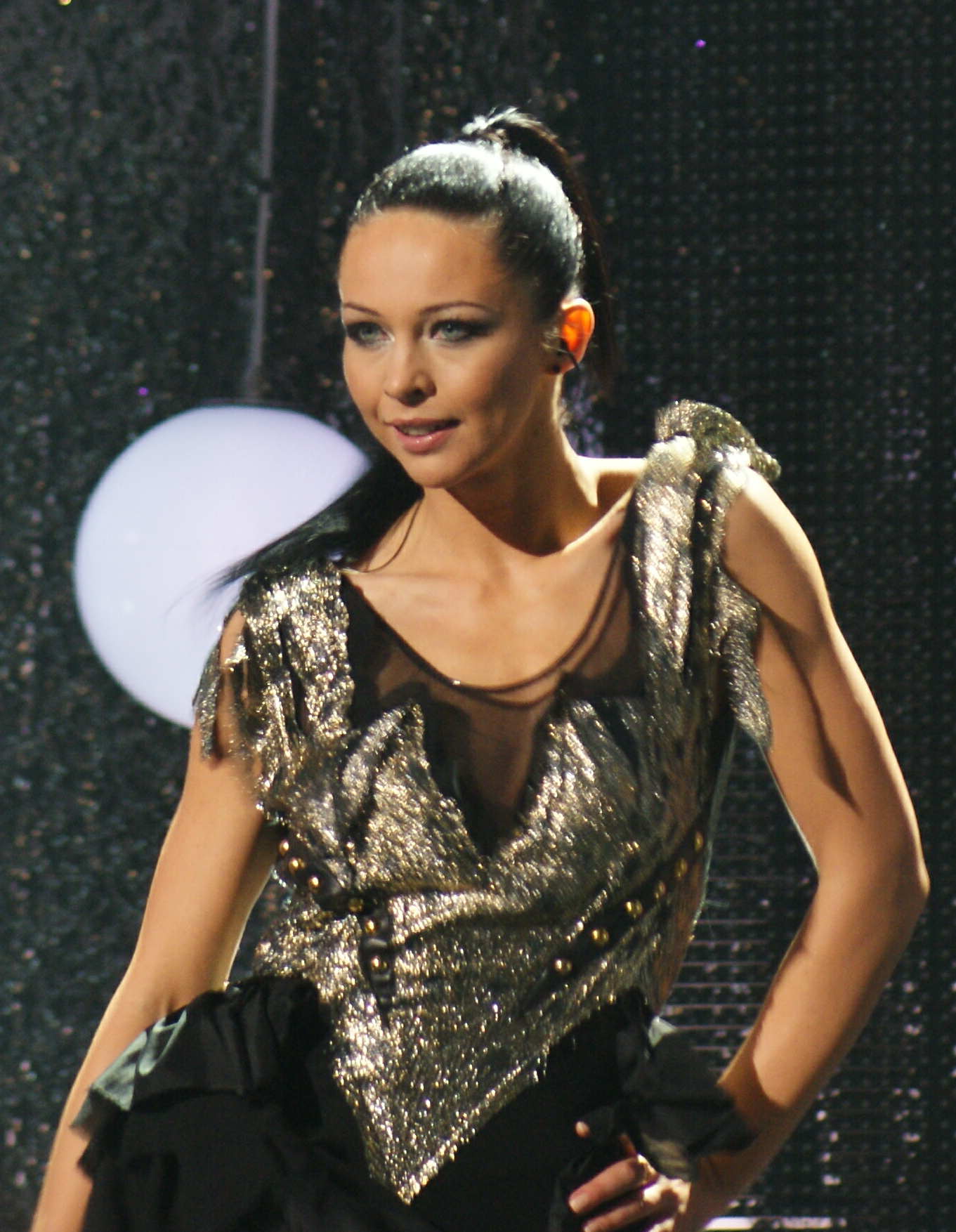
Магдалена Туль в 2011 году
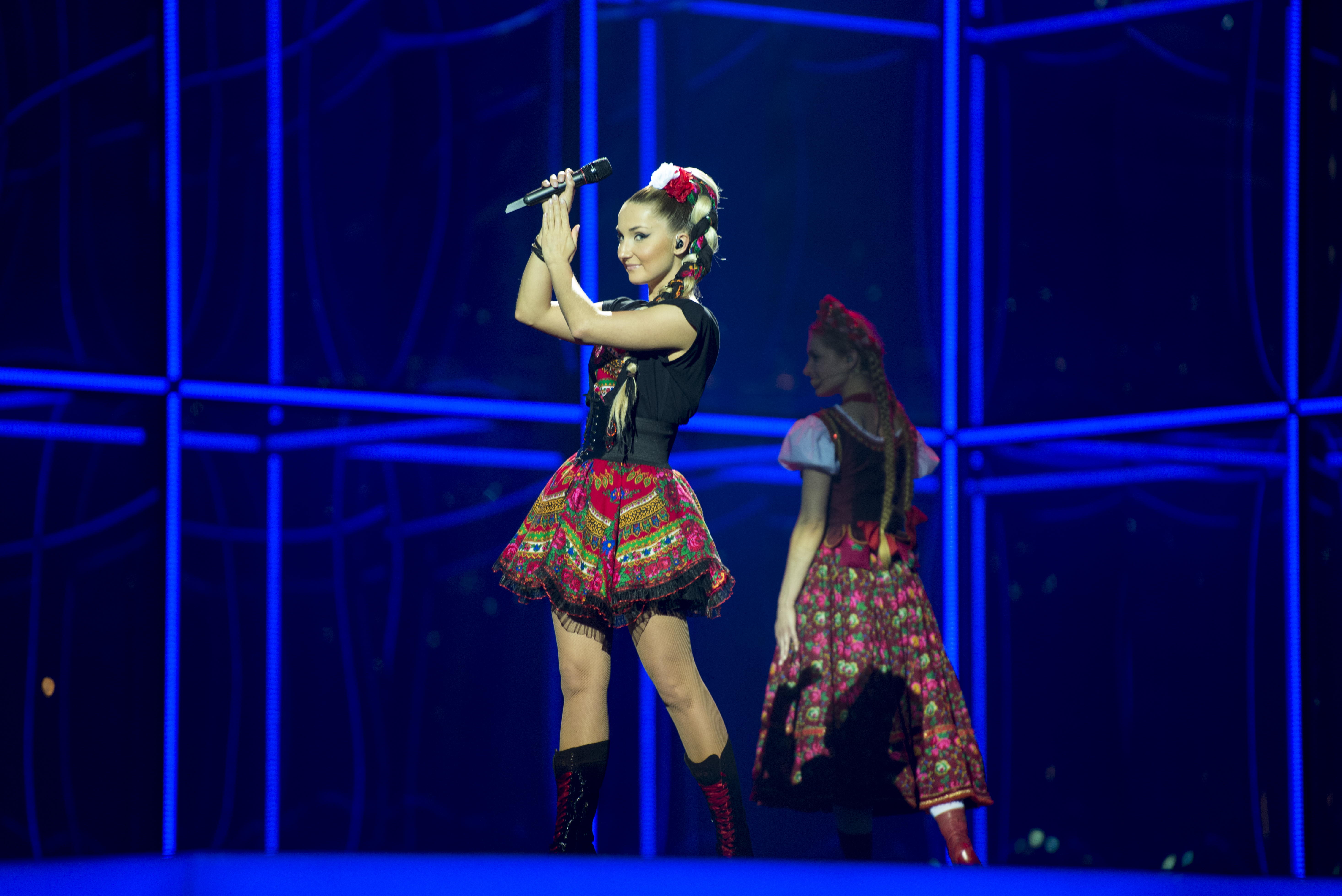
Донатан и Клео в 2014 году
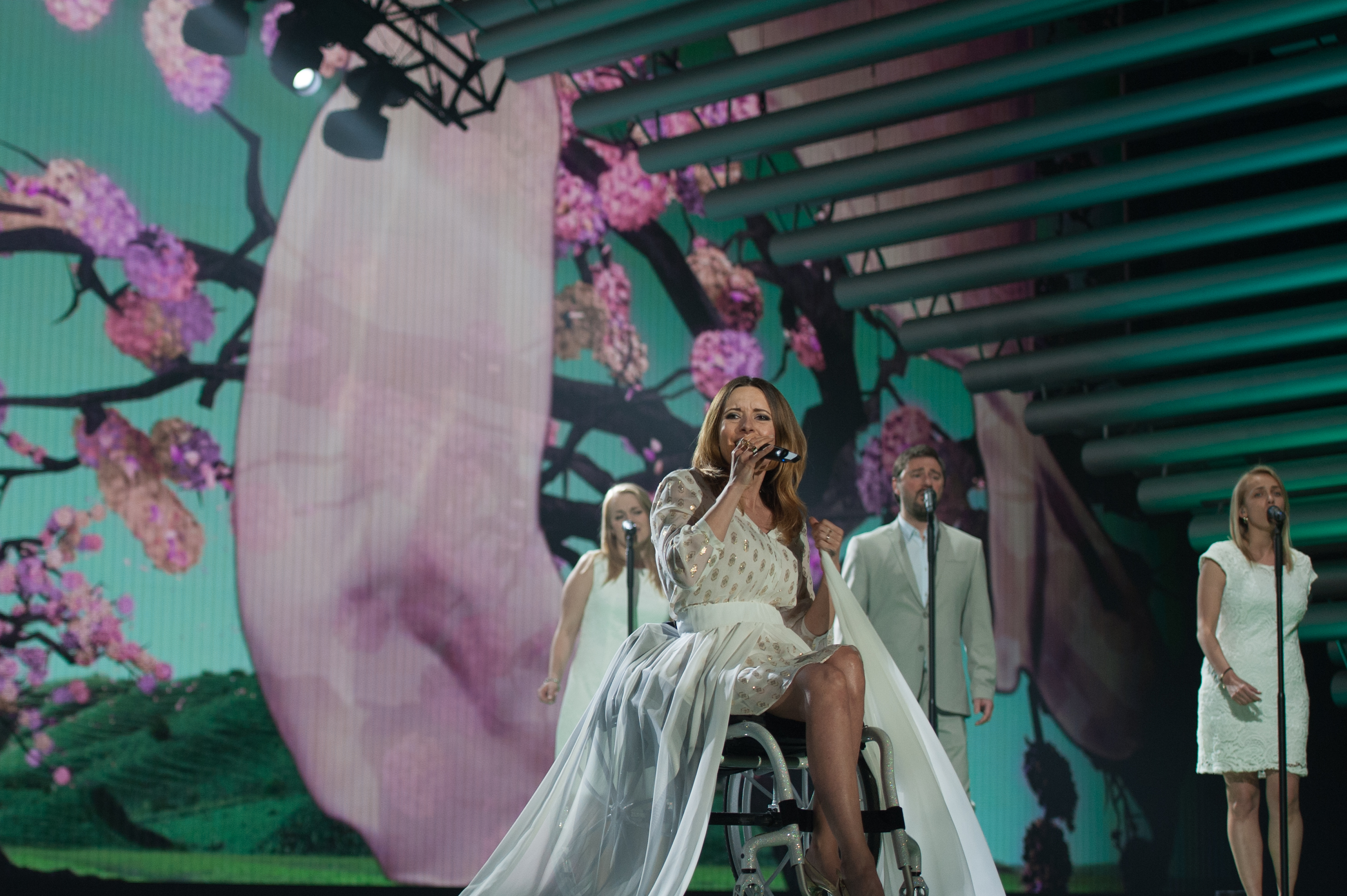
Моника Кушиньская  в  2015 году
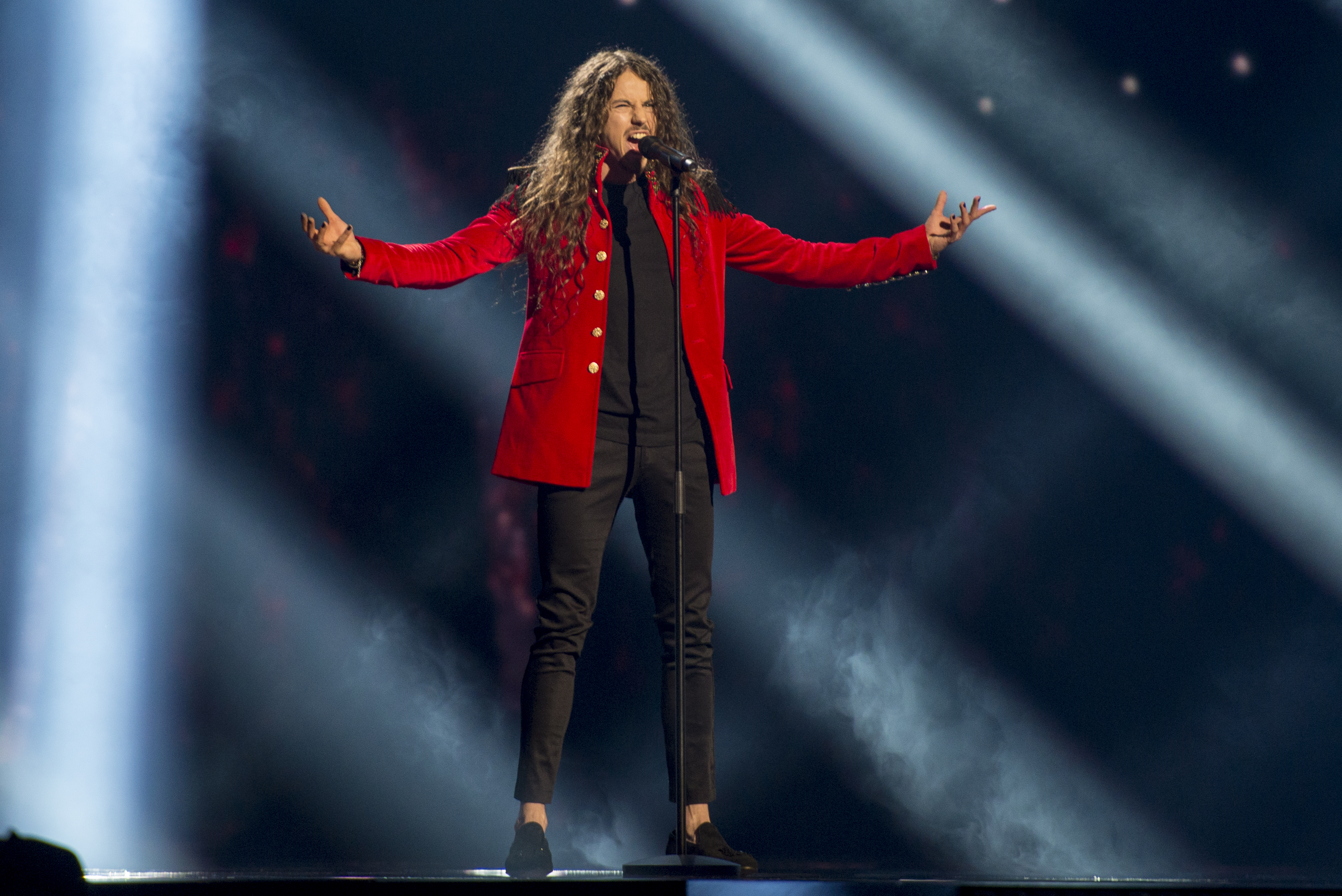
Михал Шпак в 2016 году
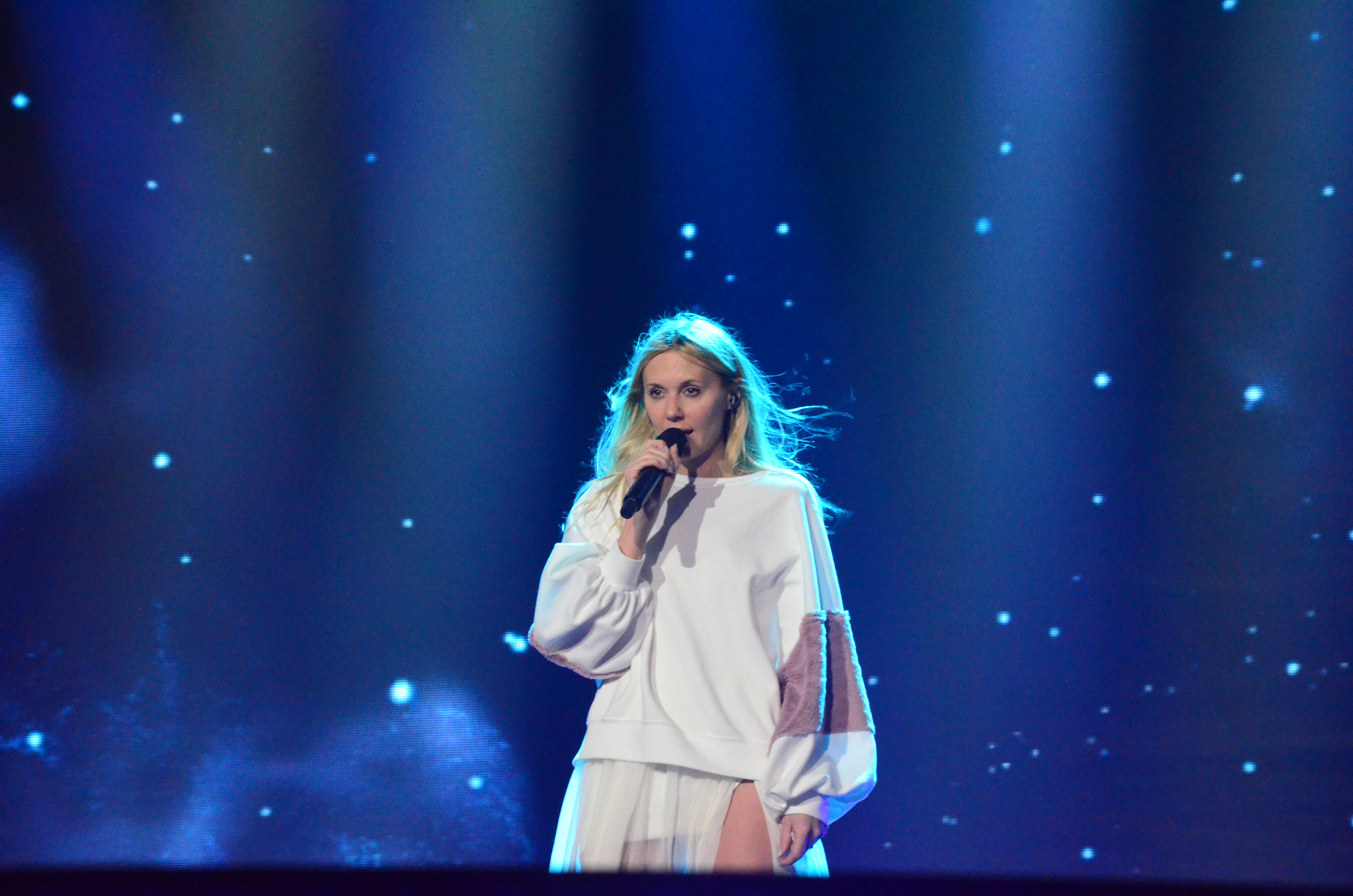
Кася Мось в 2017 году
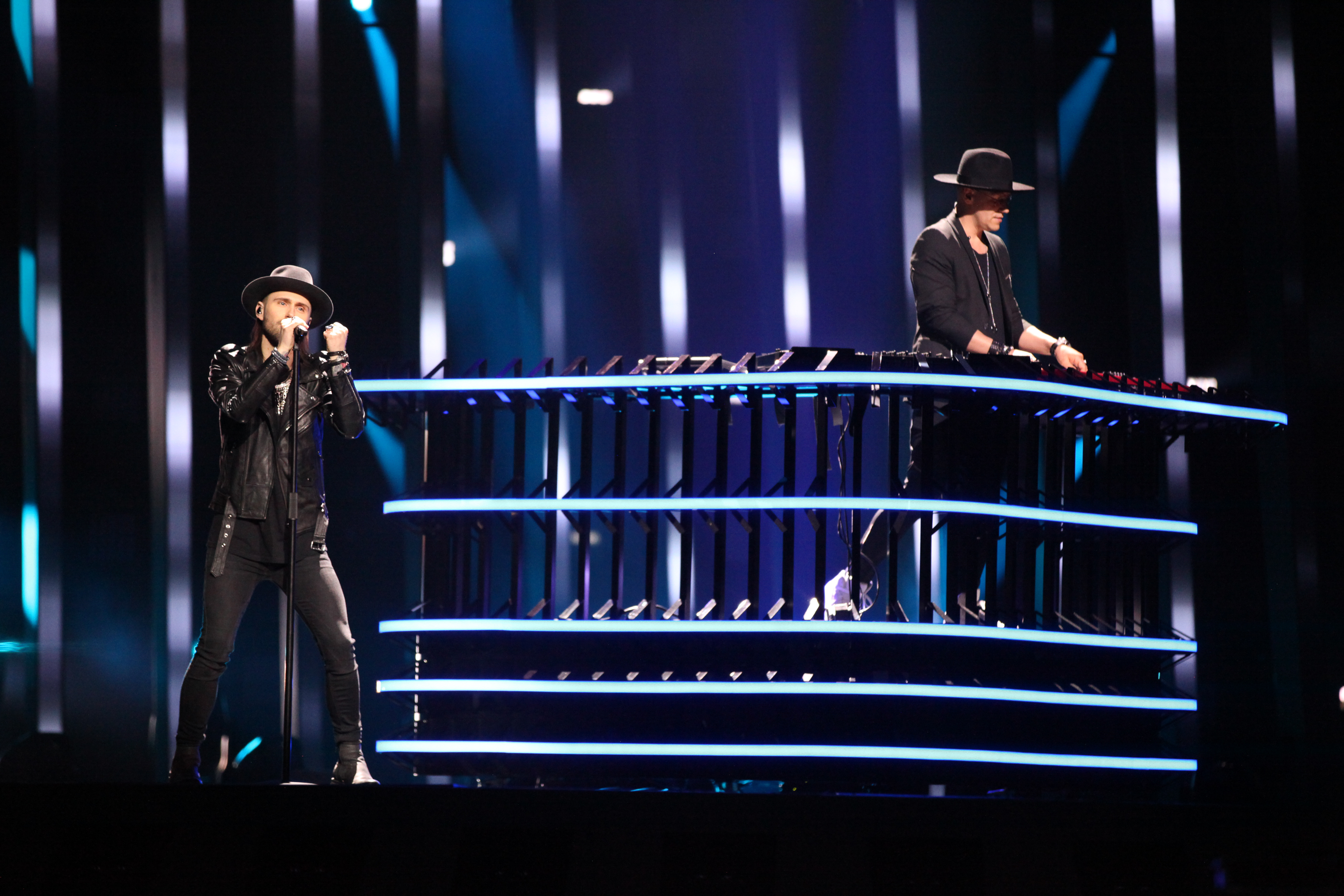
Gromee и Лукас Майер в 2018 году
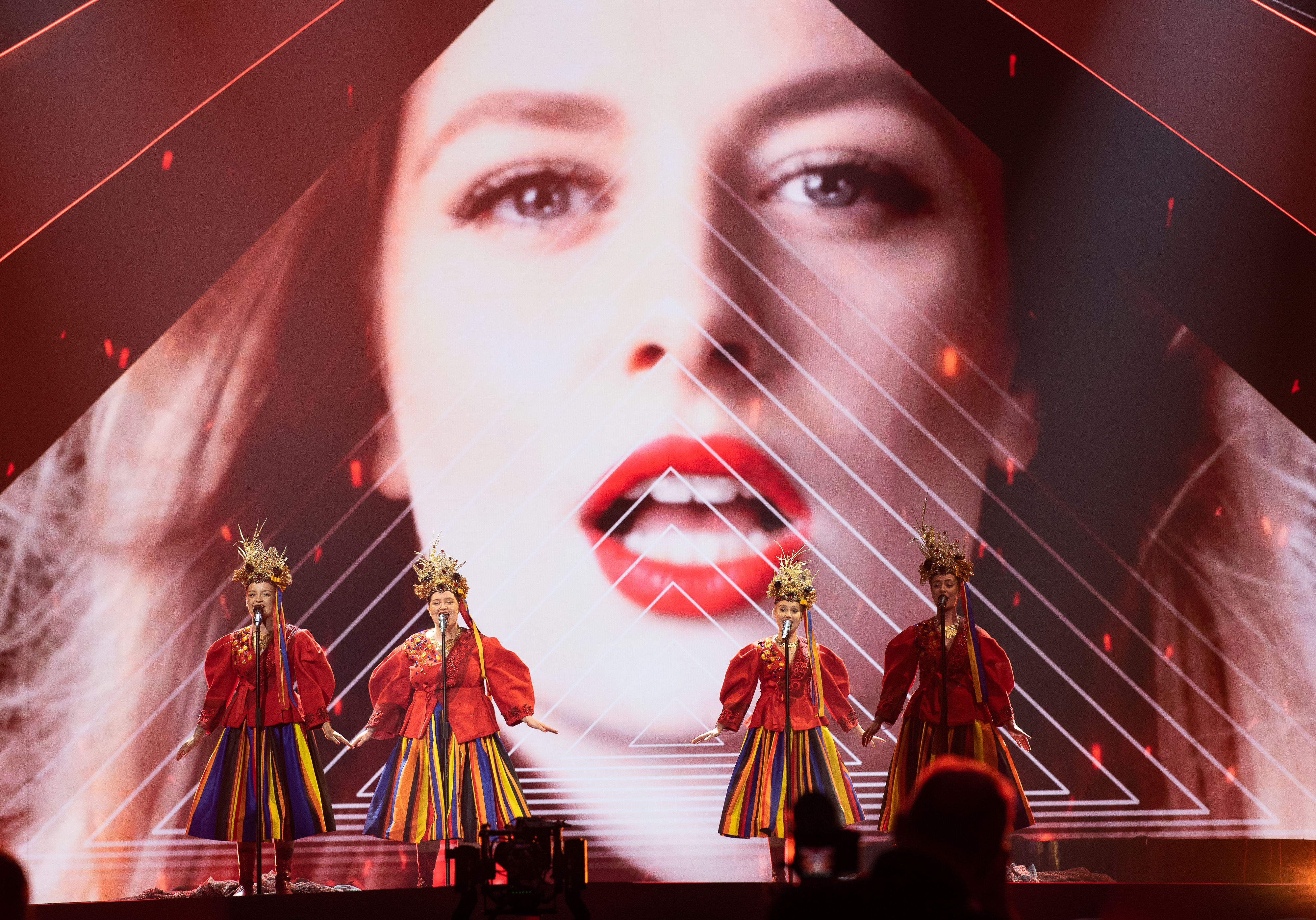
Tulia в 2019 году
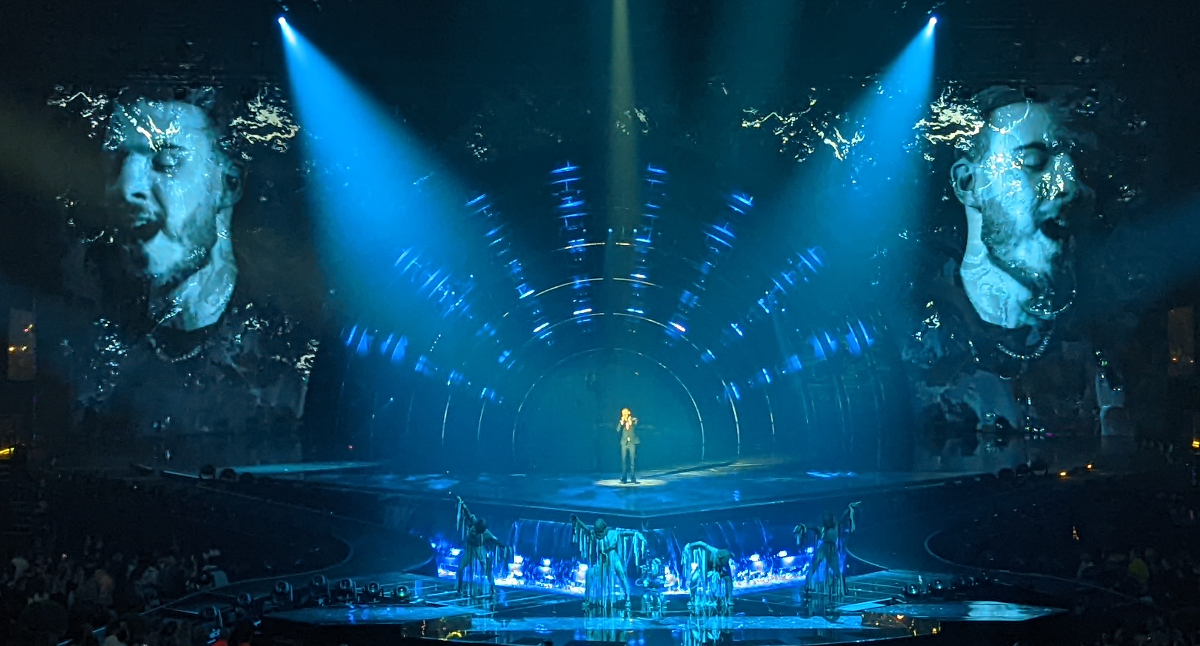
Кристиан Охман в 2022 году
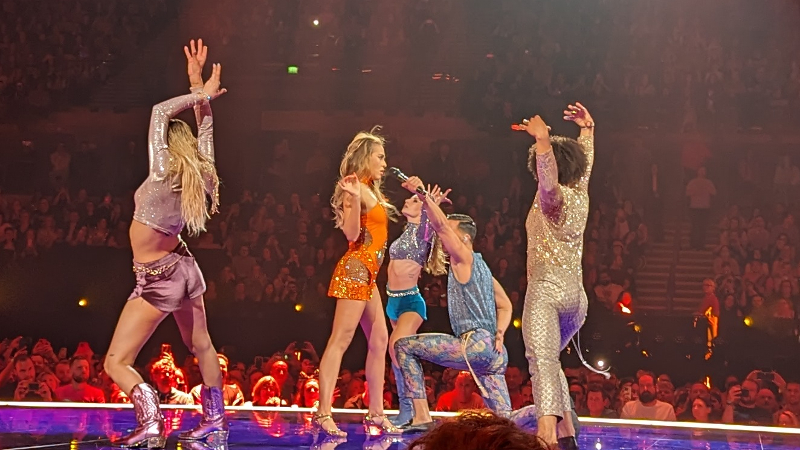
Бланка в 2023 году
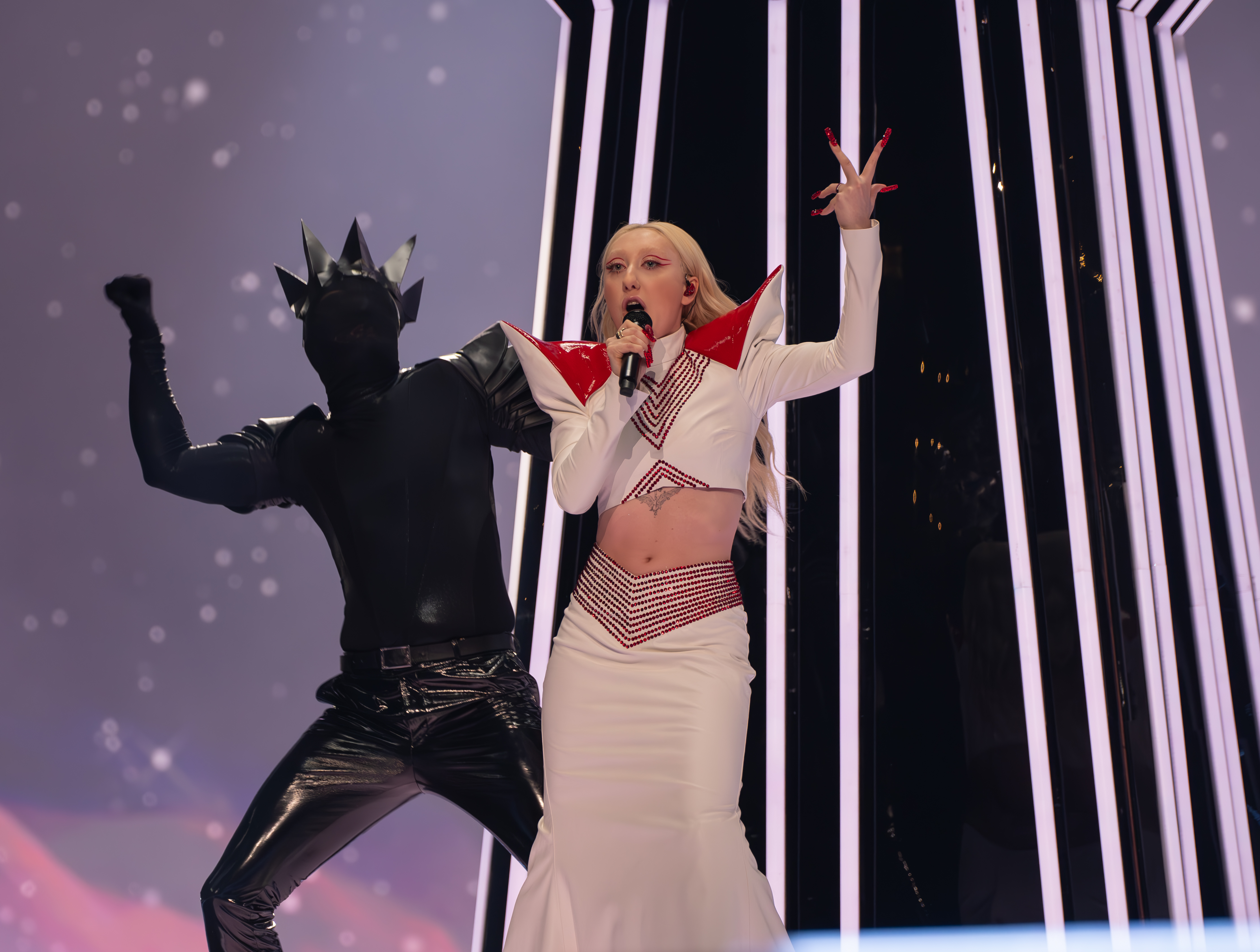
Luna в 2024 году